# Transports à Rennes
Rennes et son agglomération bénéficient d'une position géographique centrale en matière de transports en Bretagne, en lien avec les régions voisines de Normandie et des Pays de la Loire.
Au niveau urbain, Rennes dispose d'une rocade d'où laquelle rayonne un important réseau de voies rapides vers les agglomérations voisines. Les transports en commun (métro et bus) sont bien développés mais, comme dans la plupart des métropoles, ont l'inconvénient d’être principalement en « étoile », phénomène amplifié à Rennes par l'organisation très atypique de son schéma de cohérence territoriale, celui de la « ville-archipel » où les zones agricoles autour du « cœur de métropole » (Rennes, Chantepie, Saint-Grégoire, Cesson-Sévigné et Saint-Jacques-de-la-Lande) ont été sanctuarisées afin d'éviter toute construction ce qui fait qu'il y a plusieurs kilomètres entre le cœur de l'agglomération et la seconde couronne,.
Rennes est reliée par chemin de fer en une heure et demie de Paris en TGV et aux autres agglomérations régionales grâce au TER Bretagne et dispose également d'un aéroport, situé au sud-ouest dans la commune de Saint-Jacques-de-la-Lande. Un réseau d'autocars interurbain relie également la ville au reste du territoire breton.
La ville et plus largement l'agglomération sont régulièrement citées comme disposant d'infrastructures propices au développement du vélo et de la marche à pied. À l'inverse le covoiturage est peu développé et le transport fluvial est quasiment inexistant.

## Transports en commun

### Transports urbains

#### Dans Rennes Métropole

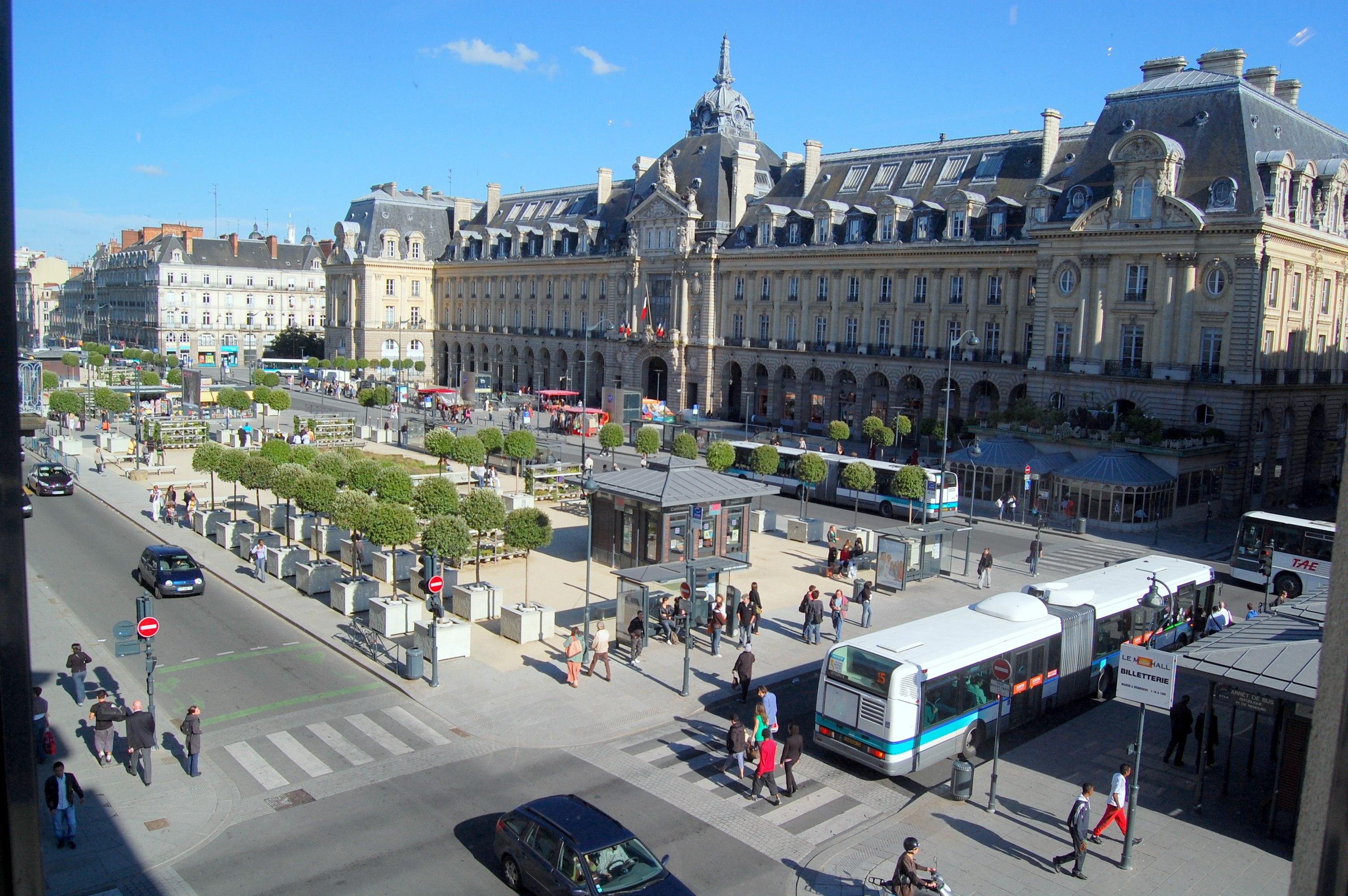
La place de la République, principal nœud des transports en commun.

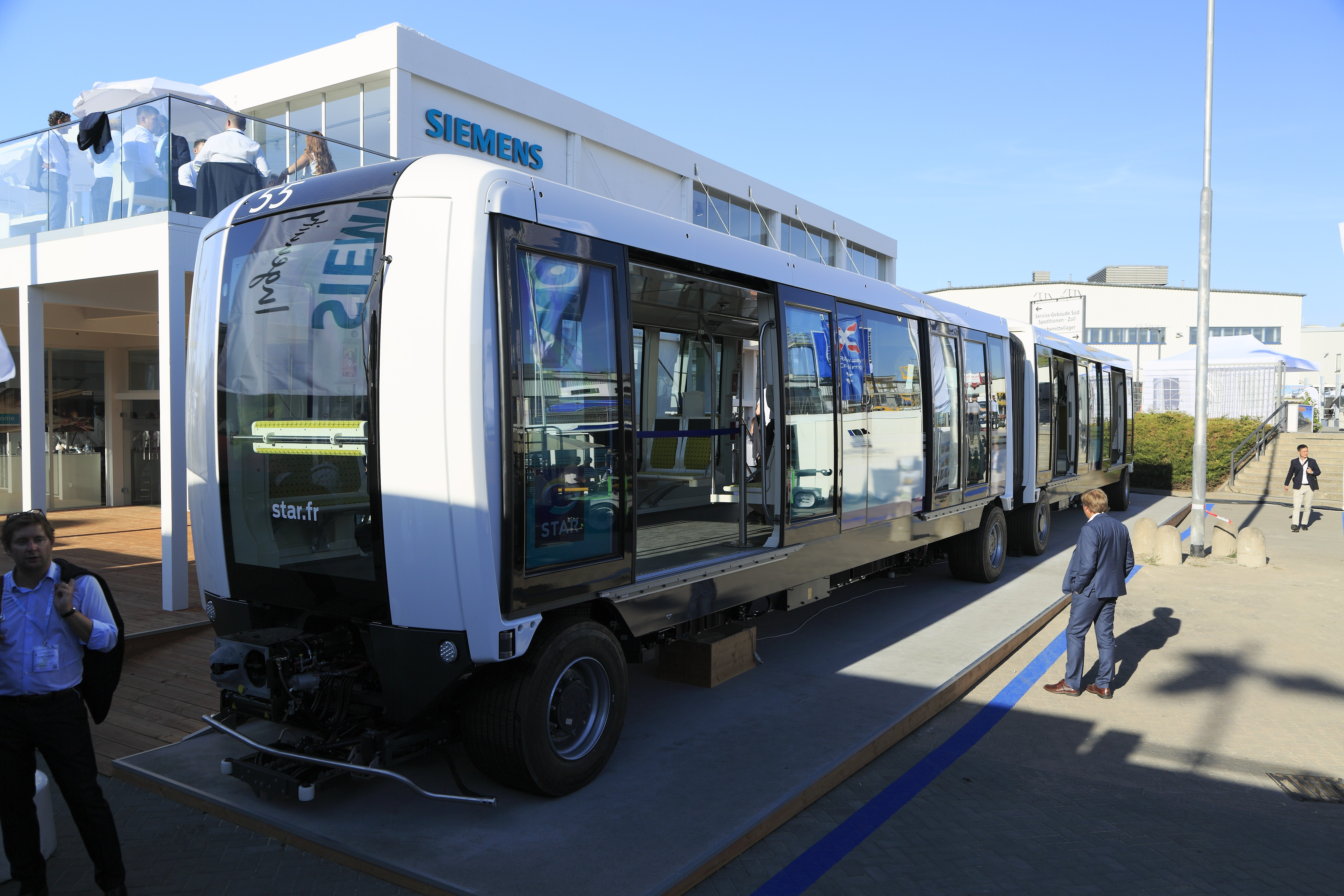
Rame de la ligne B du métro de Rennes

Le territoire de Rennes Métropole est couvert par le service des transports en commun de l'agglomération rennaise (STAR) à l'aide de deux lignes de métro automatique et d'un important réseau de bus urbain, dont les lignes majeures dites « Chronostar » et périurbain de près de 70 lignes, 150 en comptant les dessertes scolaires facilitant les déplacements quotidiens.
Il affiche une longueur cumulée de 2 035 km de lignes, mise bout à bout et 1 572 arrêts de transport, tout modes confondus,.
La ligne A du métro, reliant J.F. Kennedy (nord-ouest) à La Poterie (sud-est) est inaugurée en 2002. La ligne B reliant Cesson - Viasilva (nord-est) à Saint-Jacques - Gaîté (sud-ouest) est inaugurée en 2022.
D'ici 2030, un réseau de quatre lignes de bus à haut niveau de service baptisés « trambus » devrait voir le jour et relier les communes de Rennes Métropole à la ville de Rennes.
Le métro, ainsi que la réorganisation des lignes de bus urbaines et suburbaines, ont fortement stimulé la fréquentation des transports. Ainsi, la fréquentation du réseau est passée de 33,5 millions en 2001 à 45 millions en 2002, à 74,4 millions en 2012 et à 103 millions en 2023,,. Le nombre de voyages par an et par habitant est passé de 169 en 2007 à 182 en 2016,. Plus significatif, la part des déplacements réalisés en transports en commun est passée de 9,7 % en 1999 à 12,5 % en 2008 et 14,6 % en 2023, une augmentation de 20 % similaire à celle observée dans d'autres agglomérations françaises ayant fortement investi dans les transports en commun dans les années 2000 (Grenoble, Strasbourg, Marseille, Lyon),,, tout en restant deux points en dessous de Grenoble et trois en dessous de Lyon. C'est pour les étudiants et les captifs (Par définition, les usagers captifs désignent la population de 5 ans ou plus qui n'a pas le permis de conduire ou n'a pas de véhicule personnel) que l'augmentation de la part modale est la plus forte. 
Le métro n'est pas tout et le redéploiement de l'offre a aussi eu des effets visibles : en particulier, la fréquentation du réseau le weekend et la nuit a très fortement augmenté en 10 ans. 
En termes d'effets sur la réduction des émissions de gaz à effet de serre (GES), il faut d'abord noter que les transports urbains représentent environ 3 % des émissions de GES dues aux transports hors fret pour 12 % des déplacements (et la voiture individuelle 97 % pour 51 % des déplacements). Si l'augmentation de l'offre de transports urbains a probablement eu un effet sur la réduction (limitée) de la part modale de la voiture individuelle dans l'agglomération, l'impact n'est pas non plus mécanique. Par exemple, si le métro et la refonte du stationnement ont permis de réduire significativement le trafic en centre-ville, en revanche le trafic extra-rocade (10 fois le trafic intra rocade) a lui beaucoup augmenté sur les 10 dernières années.
Enfin, le réseau facilite la mobilité en transports en commun des plus pauvres, avec 53 000 bénéficiaires de la gratuité sociale en 2015 et plus de 67 000 en 2023,, le nombre de voyages annuels gratuits est passé de 18 à 22 millions entre 2011 et 2016.

#### Dans les intercommunalités voisines
En marge de la métropole rennaise et dans le Pays de Rennes, trois intercommunalités limitrophes ont mis en place des services de transport en commun assurant notamment le rabattement vers les gares desservies par TER Bretagne :
- Pays de Châteaugiron Communauté : lancé le 3 juin 2024, ce réseau compte deux navettes gratuites à Noyal-sur-Vilaine et Servon-sur-Vilaine, desservant les gares (Noyal - Acigné et Servon) notamment ainsi que du transport à la demande[18],[19].
- Communauté de communes du Val d'Ille-Aubigné : étudié depuis 2022 et lancé le 2 janvier 2025, ce réseau est constitué de deux lignes assurant un rabattement sur la gare de Montreuil-sur-Ille[20],[21].
- Roche aux Fées Communauté : mis en place en transport à la demande en 1997 et complété par des lignes régulières le 1er septembre 2025, le réseau Mobilifées est constitué de plusieurs lignes en rabattement sur les gares de Janzé, Retiers et de Martigné-Ferchaud et en complément des lignes d'autocars régionales[22],[23].

### Transports interurbains
L'agglomération rennaise est le point central des lignes BreizhGo en Ille-et-Vilaine, notamment via sa gare routière jouxtant la gare ferroviaire mais de nombreuses correspondances sont également possibles aux stations de métro,.

## Mobilités douces

### Déplacements à vélo

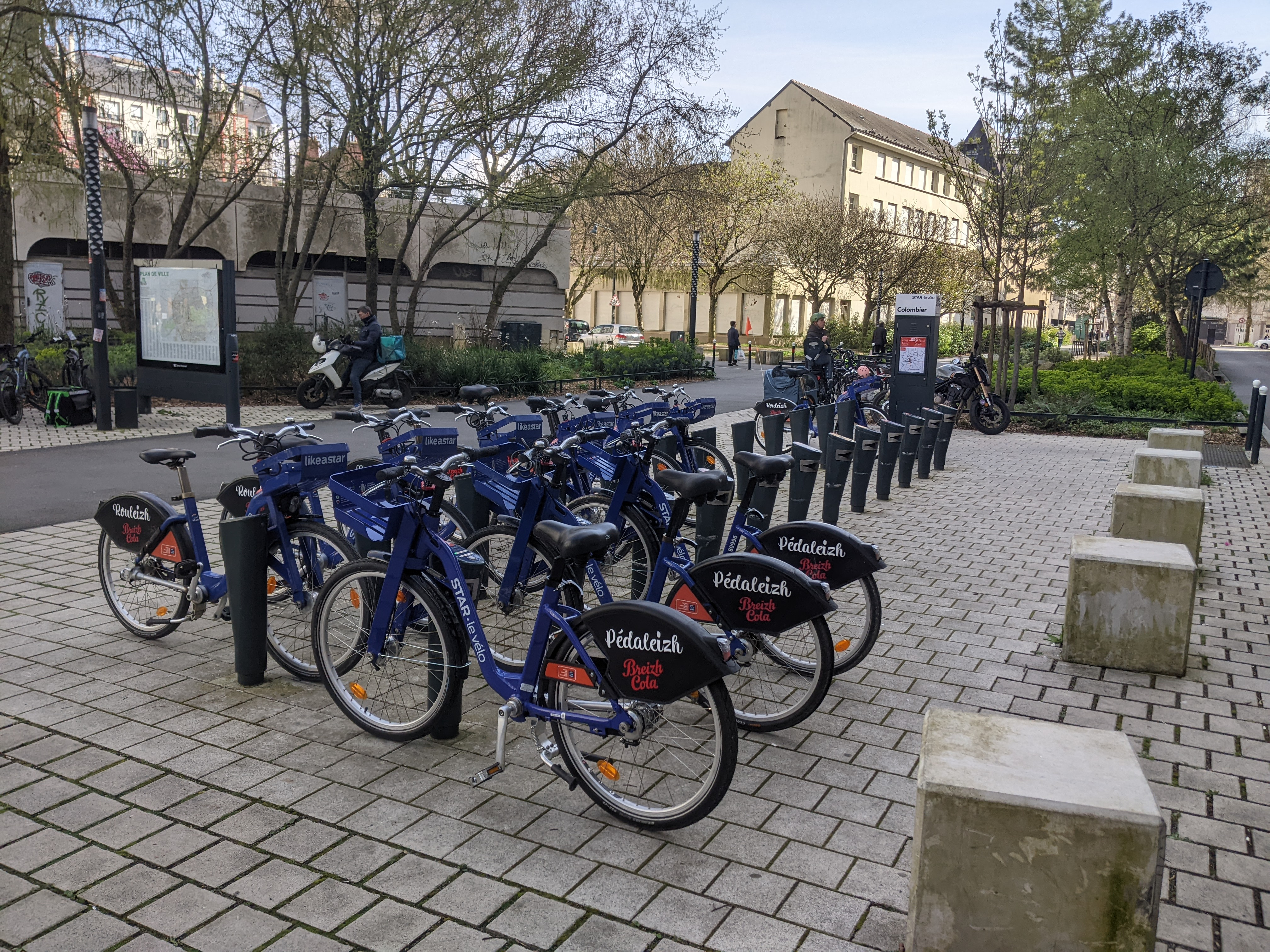
STAR le vélo, le vélopartage rennais.

Rennes a mis en place en juin 1998 un système de vélos en libre-service : le vélo à la carte. Ce service permettait d'emprunter, pour une durée maximale d'une heure, l'un des 200 vélos répartis sur 25 stations disséminées dans la ville. Mis en place par Clear Channel le 6 juin 1998, c'est la seconde expérience de location de vélos de type vélopartage en France après La Rochelle en 1974. C'est le « premier libre-service vélo informatisé au monde ».
Le 22 juin 2009, le service a changé de nom, de système et d'opérateur. Il s'appelle désormais LE vélo STAR et est géré par Keolis Rennes. En 2012, le système atteint 910 vélos en circulation répartis dans 83 stations et 7 200 adhérents annuels pour une moyenne de 3 500 déplacements quotidiens,.
En 2018, il est renommé STAR, le vélo et voit son nombre de stations et de vélos réduits respectivement à 55 et 650,.

#### Réseau cyclable

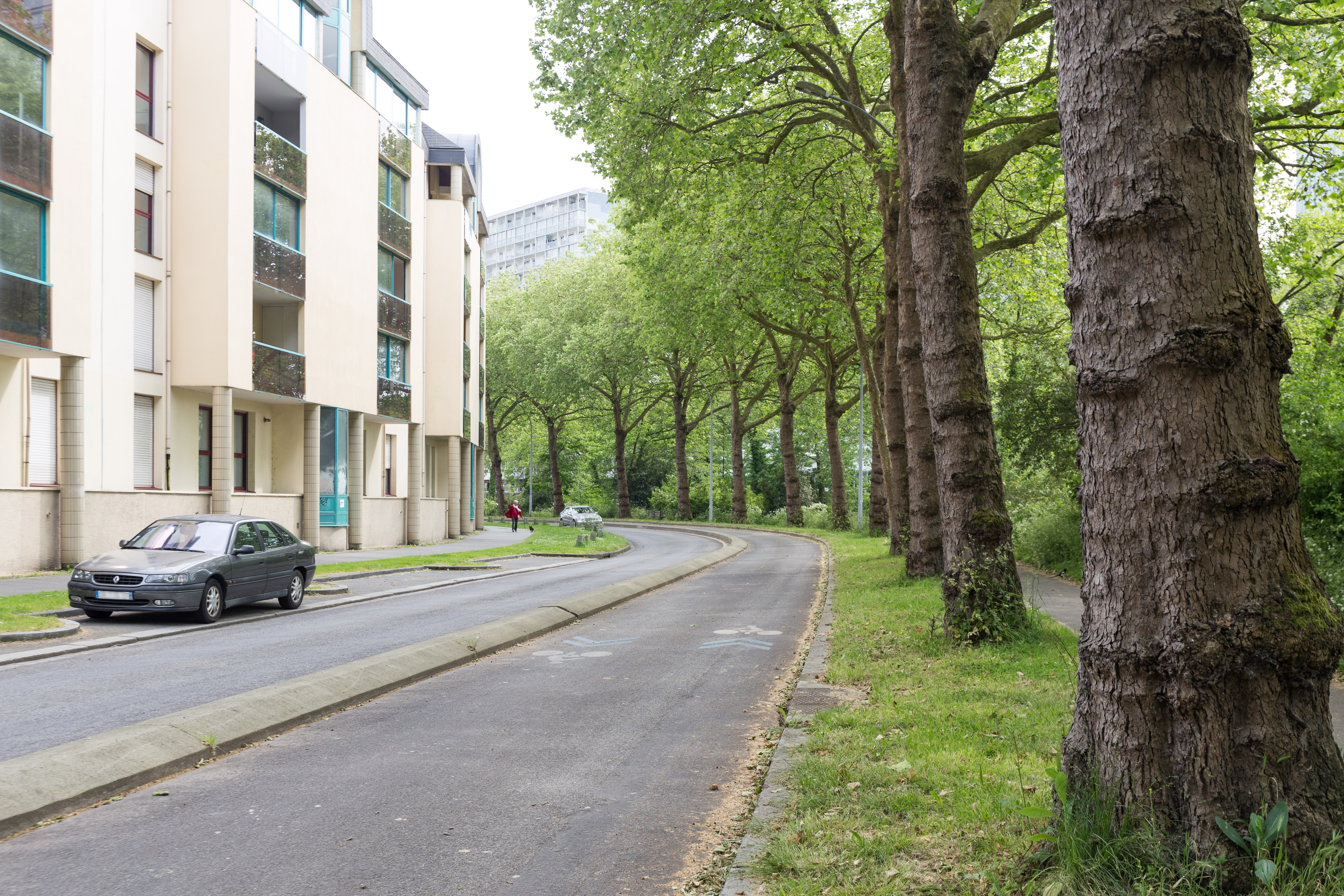
La piste cyclable du boulevard de Chézy, faisant partie du REV.

Le développement du réseau cyclable démarre au début des années 1990 par l'aménagement de bandes de contresens cyclables. En 2012, la commune possède peu de pistes cyclables. Un audit réalisé fin 2012 indique que 40 % de la voirie rennaise dispose d'aménagements pour le vélo, soit 232 km.
À l'enquête du Baromètre des villes cyclables, Rennes est classée, dans sa catégorie, troisième ville la plus cyclable de France : derrière Strasbourg et Nantes en 2019, derrière Grenoble et Strasbourg en 2021.
Depuis 2020, de nombreuses pistes cyclables ont été créées, d'abord temporaires, puis pérennisées. Rennes Métropole dispose de 256 kilomètres d'infrastructures cyclables en 2023, soit 51 % du total prévu par son schéma directeur. Ce développement des infrastructures participe à la hausse de l'usage du vélo avec une augmentation de 19 % par an en moyenne entre 2019 et 2023, dont 30 % entre 2022 et 2023, soit un total de 95 % sur la période : de 15 800 déplacements à vélo en 2019, ce nombre grime à 32 407 en 2023,.
Plus largement, au niveau de la métropole de Rennes, un réseau express vélo (REV) de 105 kilomètres est en cours de mise en place en vue de relier le centre-ville de Rennes aux communes de la première couronne de la métropole à l'horizon 2025 puis fin 2026. Le REV desservira 80 % de la population de Rennes Métropole une fois achevé.
Le premier tronçon de 5,4 km entre le Roazhon Park et les prairies Saint-Martin a ouvert dès 2018 dans l'attente de l'élaboration d'un nouveau plan de déplacement urbain pour ensuite définir le reste du réseau. Les travaux du réseau métropolitain ont débuté en 2021. Le REV vient s'ajouter aux près de 400 kilomètres de réseau secondaire, à moitié réalisé en 2024 qui mailleront l'agglomération d'ici 2030. La place de Bretagne est le point central du REV rennais.
Il consiste en l'aménagement d'itinéraires sécurisés large de trois mètres généralement bidirectionnels, signalés par un enrobé et une signalisation spécifique (chevrons bleus au sol et panneaux directionnels de la même couleur) et séparés de la circulation (par des noues ou des barrières en bois), notamment hors agglomération sur des axes limités à 70 ou 80 km/h en permettant de relier Rennes à ses communes voisines en toute sécurité et de permettre le triplement de la modale du vélo de 3 à 9 % d'ici 2030,,.
Plusieurs points noirs continuent de subsister en matière d'aménagements cyclables, notamment sur les grands axes encore limités à 50 km/h, le mail François-Mitterrand (qui sera aménagé avec le trambus) ou la rue de l'Alma au niveau de la gare.
Les tronçons suivants ont été livrés en 2023 :
- Rennes - Montgermont (2 km),
- Rennes - Noyal-Châtillon-sur-Seiche (5,5 km, en utilisant en partie des aménagements préexistants[37]),
- Rennes - Le Rheu - Vezin-le-Coquet (6,5 km),
- Rennes - Vern-sur-Seiche (6 km[46]).

Les tronçons suivants ont été livrés en 2024 : 
- Rennes - Pacé (6,5 km[43]),
- Rennes - Cesson-Sévigné (4,5 km[43]).

Les tronçons suivants seront aménagés entre 2025 et 2026, :
- Rennes - Chartres-de-Bretagne (4,7 km[47]),
- Rennes - Acigné (6 km[47]),
- Rennes - Betton (2,6 km[47]),
- Rennes - Saint-Jacques-de-la-Lande - Bruz (8 km[47]),
- Rennes - Chantepie (5 km[47]),
- Rennes - Saint-Grégoire,
- Rennes - Thorigné-Fouillard.

Certaines sections comme la branche vers le quartier de La Poterie de la liaison Rennes-Chantepie seront livrées en 2026, tout comme plusieurs aménagements à Rennes intra-muros.

### Mobilité piétonne
Le centre-ville de Rennes est majoritairement piétonnisé grâce à l'aménagement de nombreuses rues piétonnes et à la zone à trafic limité,. 43 % des déplacements à Rennes se fond à pied.
À l'enquête 2021 du Baromètre des villes marchables, Rennes est classée, dans sa catégorie, seconde ville la plus marchable de France derrière Strasbourg.
D'autres communes de la métropole se distinguent dans leurs catégories respectives : Acigné, Cesson-Sévigné, Chavagne, Le Rheu, Pacé et Saint-Erblon.

## Réseau ferroviaire

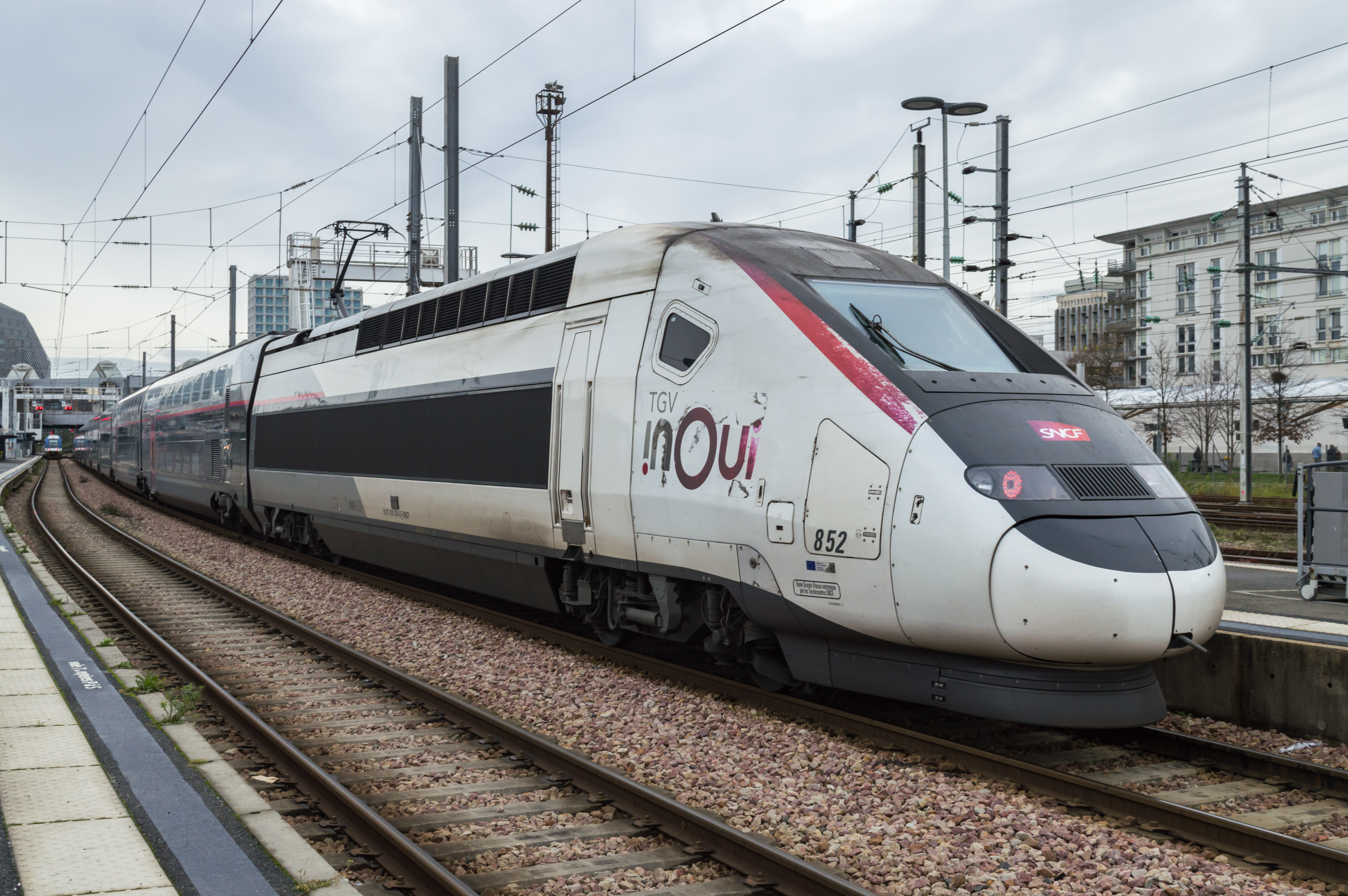
TGV inOui en gare de Rennes.

Rennes est desservie par un réseau de chemins de fer : depuis juillet 2017 et la mise en service de la LGV Bretagne, la gare de Rennes est à 1 h 25 de Paris et à 45 minutes du Mans en TGV. Rennes est également accessible en 2 h 22 depuis l'aéroport Paris-Charles-de-Gaulle (gare TGV), 1 h 22 depuis Massy TGV, 2 h 5 depuis Marne-la-Vallée, 3 h 50 depuis Lyon (la Part-Dieu) et 3 h 20 depuis Lille (Europe). La gare a une forte activité avec de fréquents arrêts TGV ou TER : vingt-sept TGV par jour assureront en semaine des liaisons entre Rennes et Paris, dont quatorze effectuant le trajet en direct. Elle est également un nœud de transport multimodal avec la connexion du réseau de bus et le métro (dont une deuxième ligne est prévue pour 2022).
Dans le prolongement de cette LGV, un nouveau quartier quartier d'affaires nommé EuroRennes est construit, avec une réorganisation de 58 ha d'équipements autour de la gare. Rénovée, la fréquentation de la gare passe 9 millions de voyageurs annuel en 2012 à près de 14 millions en 2022.

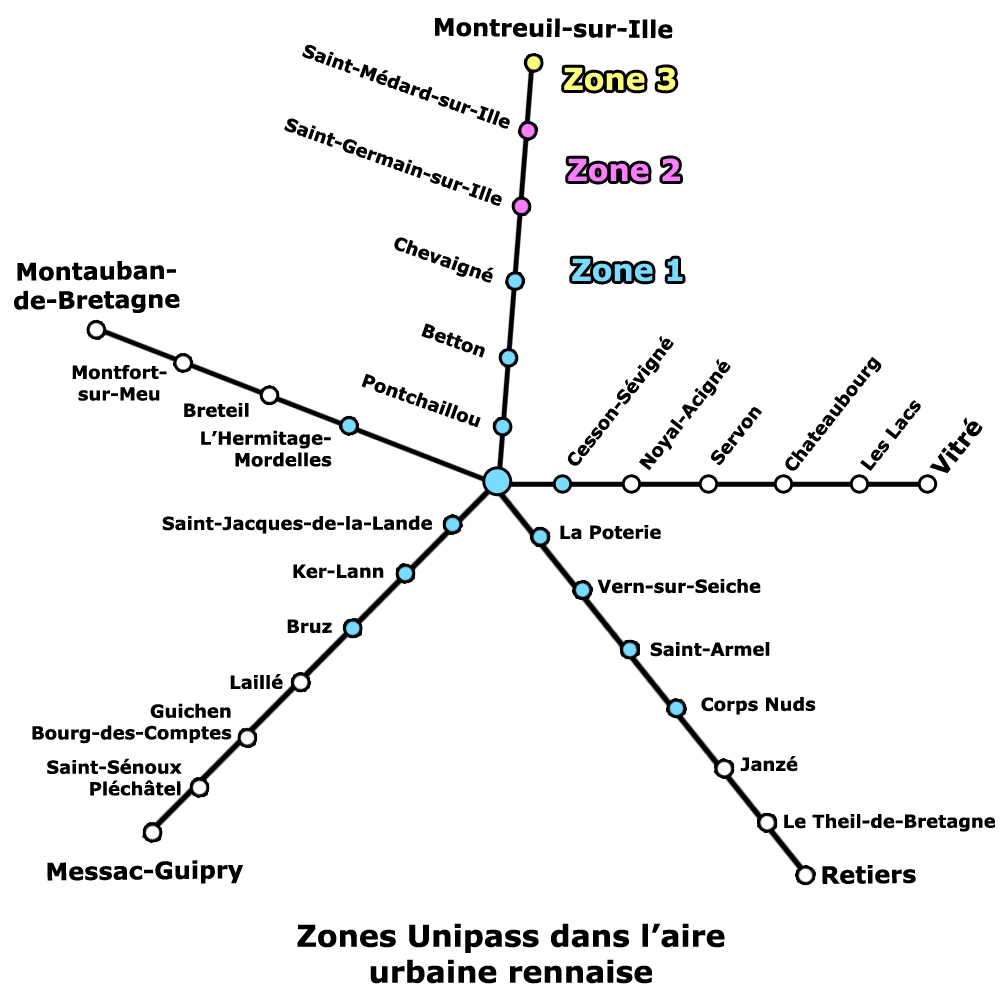
Zones Unipass.

La gare de Rennes est également au centre du réseau TER périurbain de l'aire d'attraction de Rennes (étoile à cinq lignes vers les gares de Montreuil-sur-Ille, Vitré, Retiers, Guipry-Messac et Montauban-de-Bretagne, avec une fréquence élevée des trains) qui offre un moyen de transport ferroviaire pour les mobilités pendulaires quotidiennes vers Rennes. Depuis janvier 2001, une tarification combinée nommée Unipass et disponible sur la carte KorriGo permet d'emprunter avec un seul titre les réseaux STAR et TER Bretagne. Le projet est initialement porté par trois collectivités : Rennes District, le conseil général d'Ille-et-Vilaine et le conseil régional de Bretagne.
Il existe aussi deux autres gares sur le territoire communal de Rennes :
- La halte de Pontchaillou à proximité de l'hôpital Pontchaillou et de l'Université Rennes-II, sur la ligne Rennes - Saint-Malo,
- La gare de Rennes-La Poterie située au sud-est de la ville sur la ligne Rennes - Châteaubriant.

Et onze autres sur le territoire de Rennes Métropole :
- Gare de Betton sur la ligne Rennes - Saint-Malo,
- Gare de Bruz sur la ligne Rennes - Redon,
- Gare de Cesson-Sévigné sur la ligne Paris - Rennes - Brest,
- Gare de Chevaigné sur la ligne Rennes - Saint-Malo,
- Gare de Corps-Nuds sur la ligne Rennes - Châteaubriant,
- Gare de L'Hermitage - Mordelles sur la ligne Paris - Rennes - Brest,
- Gare de Ker Lann qui dessert le campus de Ker Lann, sur la ligne Rennes - Redon,
- Gare de Laillé sur la ligne Rennes - Redon,
- Gare de Saint-Armel sur la ligne Rennes - Châteaubriant,
- Gare de Saint-Jacques-de-la-Lande sur la ligne Rennes - Redon,
- Gare de Vern sur la ligne Rennes - Châteaubriant.

À l'horizon 2040, l'agglomération et plus largement la région Bretagne sera couverte par un service express régional métropolitain,.

## Réseau routier

Réseau routier.

De par sa situation géographique, Rennes est la porte d'entrée autoroutière de la Bretagne : la ville est très facilement accessible et se situe au carrefour d'un réseau étoilé de voies rapides :
- La RN 157 à l'est vers Vitré, Laval, Le Mans et Paris.
- La RN 137 au sud vers Nantes, La Rochelle et Bordeaux.
- La RN 24 à l'ouest vers Vannes, Lorient et Quimper.
- La RN 12 au nord-ouest vers Saint-Brieuc et Brest.
- La RD 137 au nord vers Dinan, Dinard et Saint-Malo.
- L'A84 au nord est vers Fougères, Caen, Rouen et Lille.

La ville est également desservie par trois routes structurantes en cours de mise à 2×2 voies :
- La RD 163 au sud est vers Châteaubriant et Angers.
- La RD 177 au sud ouest vers Redon et Saint-Nazaire.
- La RD 175 au nord vers Saint-Aubin-d'Aubigné et Le Mont-Saint-Michel.

Toutes ces routes se connectent à la rocade de Rennes (N136), ou périphérique de Rennes, fait le tour complet de la ville sur 31 km. Construite partiellement dans les années 1960 et 1970, son bouclage complet au nord et à l'est ne date que de la dernière décennie du XXe siècle, après le déplacement de la N137 vers Saint-Malo en une nouvelle section rapide à chaussées séparées, et la construction de la voie de raccordement à l'A84.
La ville est également contournée par une seconde rocade permettant une desserte locale des communes de la seconde couronne rennaise (Betton, Pacé, Le Rheu, Bruz, etc.).
La ville de Rennes possède un réseau de voirie de 600 km de long.

### Trafic routier
Le trafic routier dans Rennes a diminué de 16 % entre 2001 et 2008, grâce à la mise en place du métro et des vélos en libre-service. Entre 2019 et 2023, en lien notamment avec la seconde ligne de métro et le développement du télétravail, le trafic routier intra-rocade a diminué de 23 % sur cette période et, fait inédit, il a diminué de 3,4 % en dehors.
Dans le centre-ville de Rennes, une zone à trafic limité (ZTL) est en place depuis le 16 février 2023 : sur ce secteur entre les quais de la Vilaine et l'Hôtel-Dieu et entre la place des Lices et la piscine Saint-Georges, l'accès aux véhicules motorisés est réservé aux riverains, commerçants, livreurs, services publics et autres ayants droit comme les personnes à mobilité réduite sous peine d'une amende de 35 €. Cette mesure vise à réduire la circulation et les nuisances sonores et à privilégier l'usage des transports en commun (métro et navette gratuite du centre-ville), la marche à pied et le vélo.
Depuis le 4 septembre 2023, la quasi totalité de la ville de Rennes est limitée à 30 km/h à l'exception de 6 % des axes — avant cette date, 75 % l'était déjà —, soit les grandes pénétrantes routières et la boucle autour du centre-ville qui restent limitées à 50 km/h ; en outre, plusieurs quartiers résidentiels ou les abords des stations de métro sont en zone de rencontre où la vitesse est de 20 km/h,. D'autres communes de Rennes Métropole appliquent également ce principe en 2023, : Betton, Brécé, Chantepie, Chavagne, Cintré, L'Hermitage, Saint-Jacques-de-la-Lande, Thorigné-Fouillard, Vezin-le-Coquet.

### Stationnement

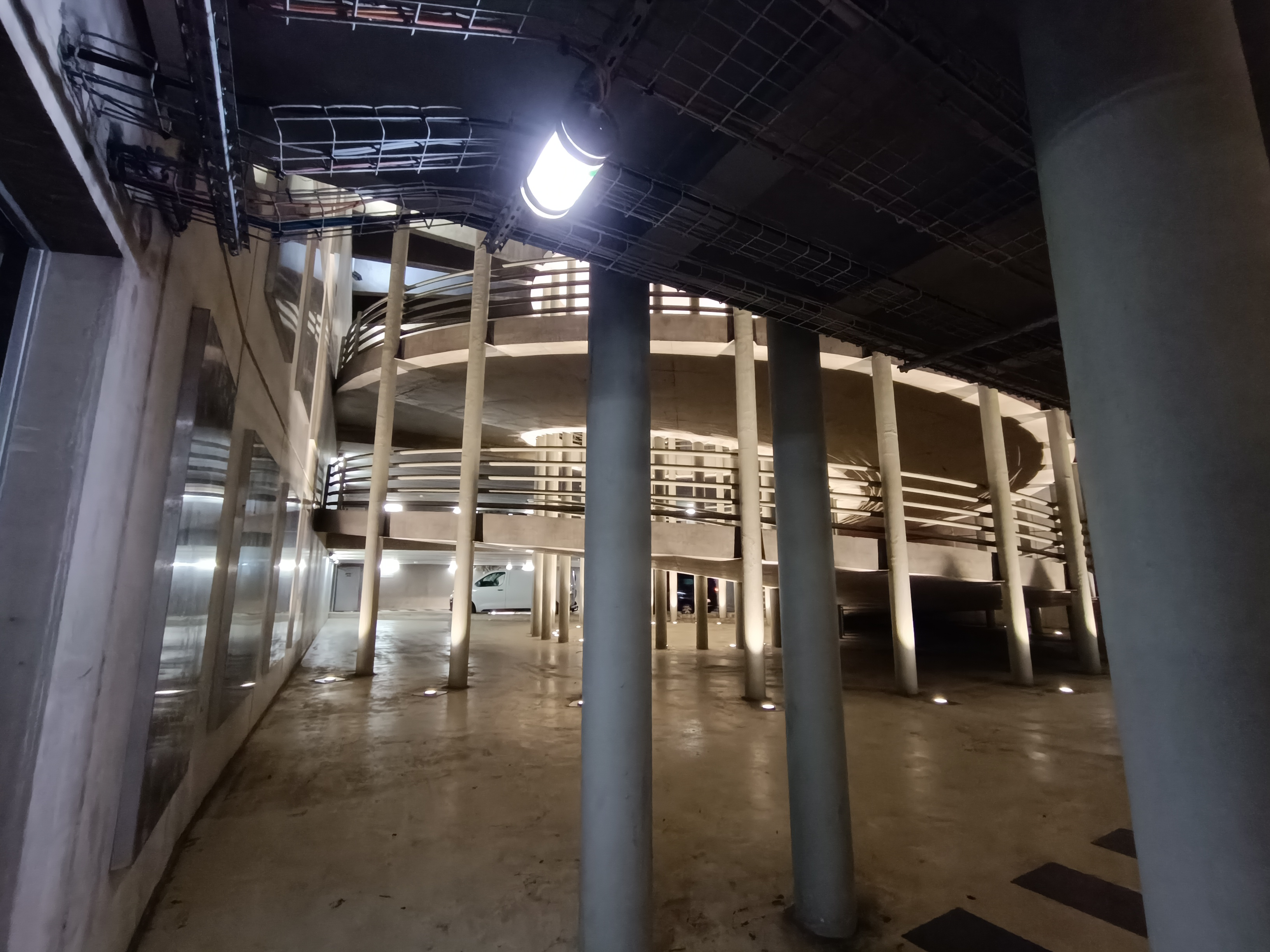
Rampe d'accès du parking Charles-de-Gaulle.

L'offre de stationnement en parking reste globalement stable à Rennes avec une diminution de 3 % entre 2007 et 2020, passant de 7943 à 7760 places. À l'inverse, le stationnement sur voirie a diminué de 41 % sur la même période, passant de 2856 à 1683 places, notamment grâce à l'ouverture de nouveaux parkings publics comme sous l'esplanade Charles-de-Gaulle et au sud de la gare et en lien avec les travaux de végétalisation des rues, d'installation d'arceaux à vélos ou de mise aux normes des trottoirs et des passages piétons.
Les parkings souterrains de Rennes sont gérés par Citedia, une société d'économie mixte appartenant majoritairement à la ville. Cette entreprise gère également les voitures LAPI pour le contrôle du stationnement payant sur le territoire communal.
Le métro et les huit parcs relais construits en périphérie, totalisant près de 4 000 places de stationnement ont contribué à diminuer sensiblement le taux d'occupation des parkings,. Situés en limite de la ZFE-m de Rennes, ils offrent une alternative aux automobilistes ne pouvant entrer dans le périmètre.
Les parkings les plus proches du centre-ville continuent d'afficher souvent complet les weekends, mais ceux situés à dix minutes de marche continuent d'offrir des places libres même le weekend. Le stationnement est payant non seulement dans le centre-ville mais aussi dans les quartiers limitrophes, notamment à la demande des riverains pour lutter contre les voitures-ventouses.
L'offre de stationnement va évoluer en 2025 avec la fermeture du parking Vilaine, envisagée de longue date, afin de supprimer la dalle de béton qui recouvre le fleuve depuis les années 1960.

### Taxis et VTC
Comme dans le reste de la France, des taxis sont disponibles tout comme des services de voitures de transport avec chauffeur (VTC) comme Uber (depuis 2018) et Bolt, ce qui n'est pas sans causer des tensions avec les chauffeurs de taxis,. Ces tensions en viennent parfois à des faits de violence entre taxis et chauffeurs VTC.
Les réservations les plus rentables, et par conséquent les plus demandées concernent l'aéroport de Rennes-Bretagne, la gare de Rennes, les hôtels et les grandes entreprises.
En août 2022, la ville de Rennes met en place via un arrêté municipal la « zone unique de prise en charge » (ZUPC) destinée à préserver l'activité des taxis basés à Rennes qui sont de plus en plus concurrencés par des compagnies extérieures. Ainsi, les compagnies ayant payé leur licence dans ce périmètre incluant les communes de Rennes, Bruz, Cesson-Sévigné, Chantepie, Saint-Grégoire et Saint-Jacques-de-la-Lande sont libres d'opérer sans restriction tandis qu'une compagnie basée en dehors doit voir une course débuter ou terminer dans la commune où elle est située.
Très critiquée par les compagnies extérieures qui accusent la ville de préserver le monopole des Taxis Rennais, la ZUPC est annulée par le tribunal administratif de Rennes en octobre 2024,.

### Covoiturage et autopartage
Depuis les années 2010, les services de covoiturage se sont développés dans la métropole rennaise avec des services portés par Rennes Métropole (Covoit'Star) et la région Bretagne (OuestGo) ainsi qu'une ligne de covoiturage (Star't) intégrée au réseau STAR,,,.
Depuis 2006, l'agglomération dispose d'un service d'autopartage, Citiz Rennes Métropole,.
La pratique du covoiturage reste faible dans la métropole, avec un taux d'occupation de 1,04 personne par véhicule, malgré le développement des parkings dédiés notamment au sein des parcs relais et des voies réservées aux covoitureurs,. La pandémie de Covid-19 a mis un frein à son développement.

## Réseau fluvial

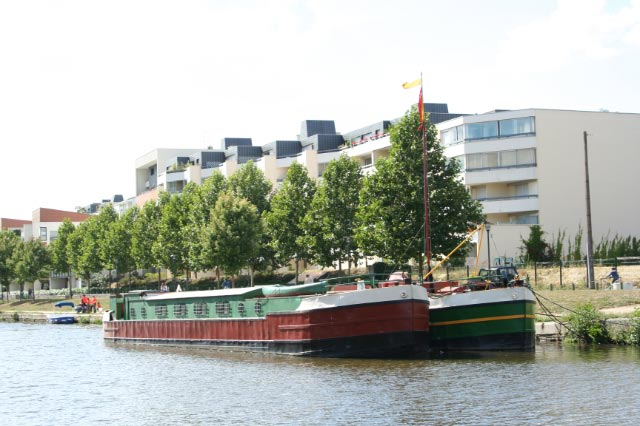
Le quai Saint-Cyr, le long de la Vilaine.

Avec la Vilaine et le canal d'Ille-et-Rance, Rennes dispose d'axes fluviaux relativement importants mais peu exploités. Le réseau fluvial n'est exploité qu'à l'occasion de livraison de grosses marchandises, ou de façon touristique durant la période estivale avec la location de petits bateaux. Ce mode de transport n'est pas pris en compte dans le plan de déplacements urbains développé par Rennes Métropole.

## Transports aériens

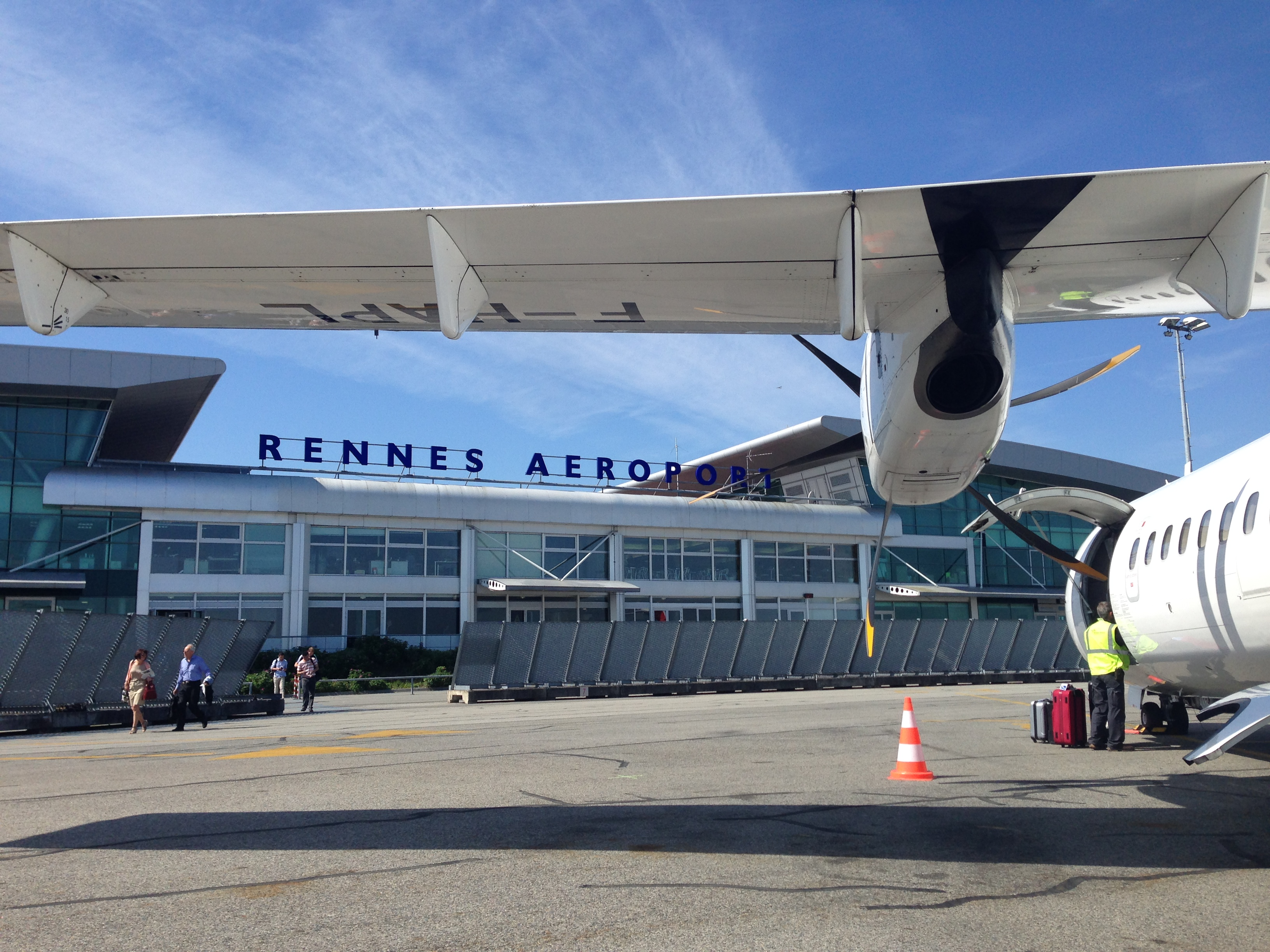
L'aéroport de Rennes-Bretagne.

Rennes dispose de l'aéroport de Rennes-Bretagne, situé à sept kilomètres du centre-ville, au sud-ouest sur la commune de Saint-Jacques-de-la-Lande. L'aéroport ouvre à l'agglomération rennaise des dessertes nationales et européennes en 2024 parmi lesquelles Paris, Lyon, Marseille, Toulouse, Londres, Dublin, Marrakech, Amsterdam, etc..
Avec 851 976 passagers transportés en 2019, l'aéroport de Rennes se situe au 22e rang français, et au 7e rang quant au fret (hors Paris) avec 11 044 tonnes de marchandises transportées en 2016.
Il est néanmoins concurrencé par ses voisins de Nantes-Atlantique et Brest-Bretagne qui bénéficient mieux du développement des compagnies aériennes à bas prix.

## Accidents
Sur le territoire de Rennes Métropole, 464 accidents corporels et 560 victimes ont été recensées en 2023 tout modes confondus ; la baisse est constante depuis 2016 (respectivement 613 accidents et 778 victimes). 
65 blessés graves et 8 décès ont été recensés la même année, là encore en diminution depuis 2016 (respectivement 92 blessés graves et 12 décès) tandis que 87 % des blessés ne nécessitent pas d'hospitalisation.
Les victimes se répartissent en 2023 à égalité entre les automobilistes, dont la part diminue, et les usagers dit « vulnérables » comme les piétons ou les cyclistes dont la hausse de la pratique tend à augmenter le nombre de victimes. En janvier 2025, sept décès de cyclistes ont été recensés à Rennes depuis 2019.
En 2013, 75 piétons ont été impliqués dans un accident de la route à Rennes. Pour faire baisser cette statistique, la municipalité annonce en 2015 que 80 % des rues seront limitées à 30 km/h à l'horizon 2020. En septembre 2023, 94 % de la ville passe à 30 km/h, à l'exception de boulevard structurants et de routes pénétrantes depuis la rocade.